# Тело Христово (фильм, 2019)
«Тело Христово» (пол. Boże Ciało, лат. Corpus Christi) — польский драматический фильм режиссёра Яна Комасы, снятый по сценарию Матеуша Пацевича. Мировая премьера фильма состоялась 2 сентября 2019 года в разделе «Дни Венеции» на 76-м Международном Венецианском Кинофестивале. Польская премьера состоялась 11 октября 2019 года.
13 сентября 2019 года Оскаровская комиссия Польского института кинематографии, возглавляемая продюсером Эвой Пущиньской, объявила «Тело Христово» претендентом на премию «Оскар» за лучший иностранный фильм от Польши. 13 января 2020 года фильм был номинирован на «Оскар», однако не смог завоевать награду.

## Сюжет
20-летний заключённый Даниэль, переживший духовное перерождение, мечтает посвятить себя служению Богу, однако судимость за плечами препятствует этому. Воспользовавшись случаем, он выдаёт себя за выпускника семинарии и занимает место заболевшего ксёндза в приходе небольшого провинциального городка. Зачастую импровизируя и замещая недостаток знаний в литургии искренностью и неподдельной страстью, он невольно становится центром притяжения и умиротворения для местной паствы, расколотой и разобщённой вследствие пережитой недавно городком жуткой трагедии. Но его прошлая жизнь заявляет о себе.

## Актёры
| Актёр              | Роль         |
| ------------------ | ------------ |
| Бартош Беленя      | Даниэль      |
| Александра Конечна | Лидия        |
| Элиза Рыцембель    | Марта        |
| Томаш Жентек       | Пинчер       |
| Барбара Кужай      | вдова Ева    |
| Здзислав Вардей    | ксёндз Голуб |
| Лукаш Симлят       | ксёндз Томаш |
| Лешек Лихота       | мэр          |

## Награды
- 2019 — призы Edipo Re Award и Label Europa Cinemas Венецианского кинофестиваля.
- 2019 — 10 наград на Гдыньском кинофестивале: лучшая режиссура, сценарий, женская роль второго плана (Элиза Рыцембель), премия журналистов, приз зрительских симпатий, приз «Хрустальная звезда» журнала Elle (Бартош Беленя), приз радио Онет за открытие фестиваля (Бартош Беленя), приз зарубежных критиков, приз «Дон Кихот» Польской федерации дискуссионных киноклубов, приз киносети.
- 2019 — приз Чикагского кинофестиваля за лучшую мужскую роль (Бартош Беленя).
- 2019 — приз Стокгольмского кинофестиваля за лучшую мужскую роль (Бартош Беленя).
- 2019 — специальное упоминание на кинофестивале в Рейкьявике.
- 2019 — специальный приз жюри, приз зрительских симпатий и награда за лучшую режиссуру на кинофестивале «Лістапад».
- 2019 — участие в конкурсной программе (категория польского кино) фестиваля Camerimage.
- 2020 — номинация на премию «Оскар» за лучший международный фильм.
- 2020 — 6 номинаций на премию Европейской киноакадемии: лучший фильм, режиссура, сценарий, мужская роль (Бартош Беленя), приз зрительских симпатий, награда европейских университетов[4].
- 2020 — 11 премий «Орлы»: лучший фильм, режиссура, сценарий, актёр (Бартош Беленя), актриса (Александра Конечна), актёр второго плана (Лукаш Симлят), актриса второго плана (Элиза Рыцембель), операторская работа, монтаж, приз зрительских симпатий, открытие года (Матеуш Пацевич). Кроме того, лента получила 5 номинаций: лучший актёр второго плана (Томаш Жентек), музыка, работа художника-постановщика, звук, костюмы.
- 2021 — номинация на премию «Гойя» за лучший европейский фильм.
- 2021 — номинация на премию «Сезар» за лучший иностранный фильм.
- 2021 — номинация на премию Португальской киноакадемии «София» за лучший европейский фильм.